# Stuw- en sluiscomplex Borgharen

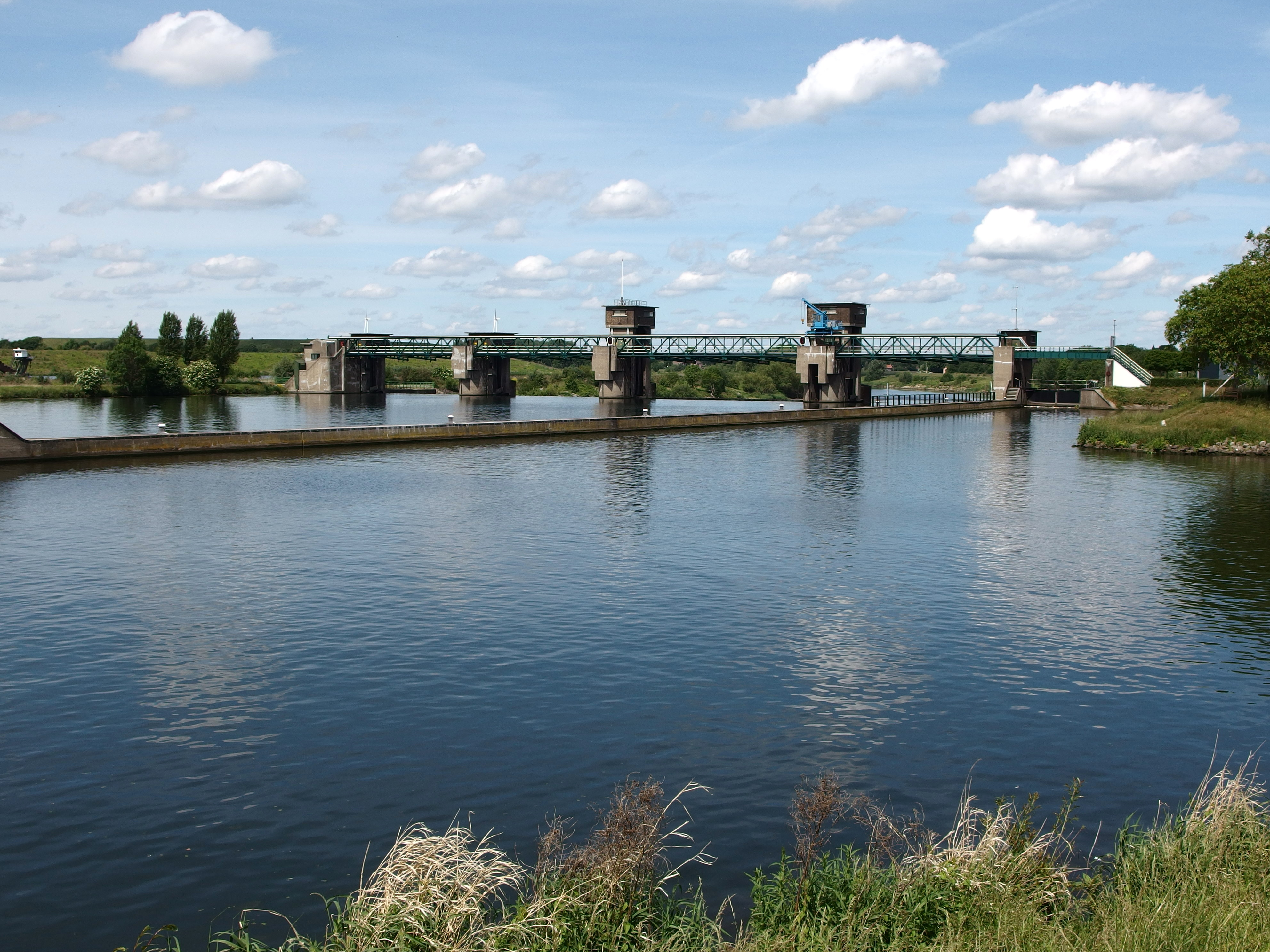
Stuw van Borgharen.

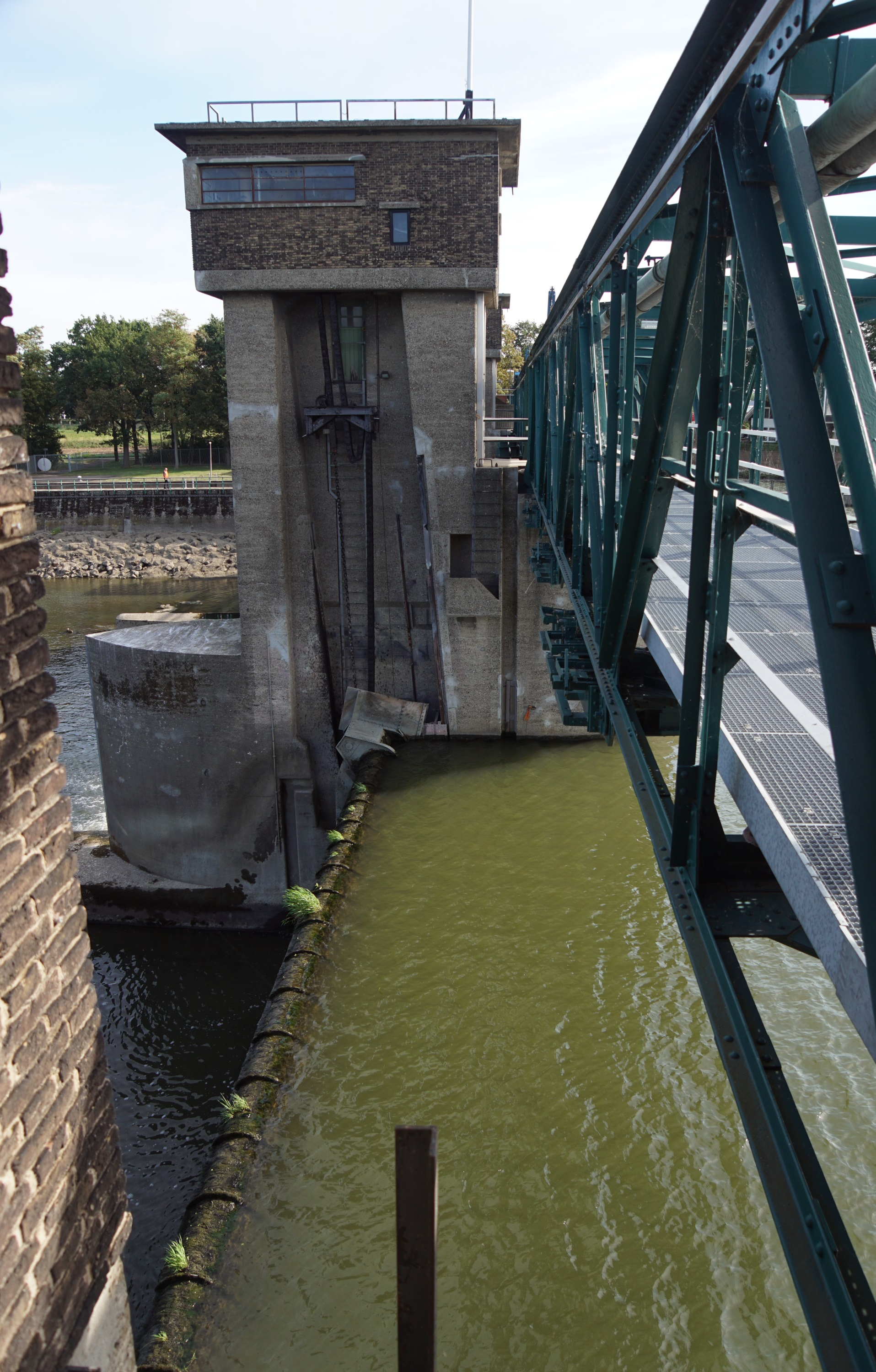
Vanaf de loopbrug een blik op een betonnen pijlertoren en een schuif.

De stuw en het sluizencomplex van Borgharen vormt een geheel van waterwerken ter regulering van de Maas in de Nederlandse provincie Limburg, ten behoeve van de daarop plaatsvindende binnenvaart. Het complex werd opgeleverd in 1929 en bestaat uit een schuifstuw met ernaast een kleine schutsluis.
Het complex ligt ten noorden van de binnenstad van Maastricht, ten zuidoosten van het dorp Borgharen, ten zuidwesten van de Beatrixhaven en ten westen van Limmel. Ten noordoosten van het complex ligt de Sluis Limmel die de Maas verbindt met het Julianakanaal.

## Geschiedenis
Begin 20e eeuw wilde men de Maas beter geschikt maken voor de binnenvaart, die daarop reeds eeuwenlang plaatsvond. Een probleem was om een vaargeul van de juiste diepte te verkrijgen, teneinde de Maas bevaarbaar te maken voor schepen tot 2.000 ton laadvermogen. Daartoe diende de Maas te worden voorzien van een vijftal stuwen, namelijk te Linne, Roermond, Belfeld, Afferden/Sambeek en Grave. Naast elke stuw kwam een sluizencomplex. In 1915 werd het doel van het project omschreven als: het verkrijgen van een hoofdverkeersweg ten dienste van het vervoer van massa goederen uit eene streek, waar eene sterk ontwikkelde groot industrie te verwachten is. Rond deze tijd begonnen namelijk ook de Limburgse mijnen in toenemende mate te produceren en het vervoer van de steenkool geschiedde aanvankelijk slechts per spoor.
Het stuw- en sluizencomplex te Borgharen kwam in 1929 gereed. In 1929 was ook het gehele Maaskanalisatieproject voltooid. Sinds 1997 is het complex een rijksmonument.
In 2007 werd naast de stuw een vistrap aangelegd om de vissen een constante route te bieden en dus de trek van vissen te verbeteren. Deze werd in 2008 officieel geopend door Annemieke Nijhof, Directeur-Generaal Water van het Ministerie van Verkeer & Waterstaat.
Bediening van het complex wordt anno 2018 door Rijkswaterstaat vanuit Maasbracht gedaan.
Op 12 oktober 2024 rond 8:30 uur zonk er een 67 meter lang Belgisch binnenvaartschip ter hoogte van de stuw. Het schip voer met een lading zand van Bosscherveld richting België. De berging door Rijkswaterstaat verliep zeer moeizaam en er waren meerdere pogingen nodig om het schip los te krijgen hetgeen pas na een week lukte. 

## Bouw
De stuw regelt het waterpeil van de Maas en het Julianakanaal tussen de sluis Ternaaien en sluis Born. De stuw betaat uit vijf betonnen torenpijlers met ertussen stalen schuiven en eroverheen een stalen bedieningsbrug. Er zijn drie afvoeropeningen met wielschuiven die een verstelbare klep hebben. Dit bouwtype is erg zeldzaam. Er moet altijd minimaal tien kubieke meter water per seconde achter de stuw stromen.

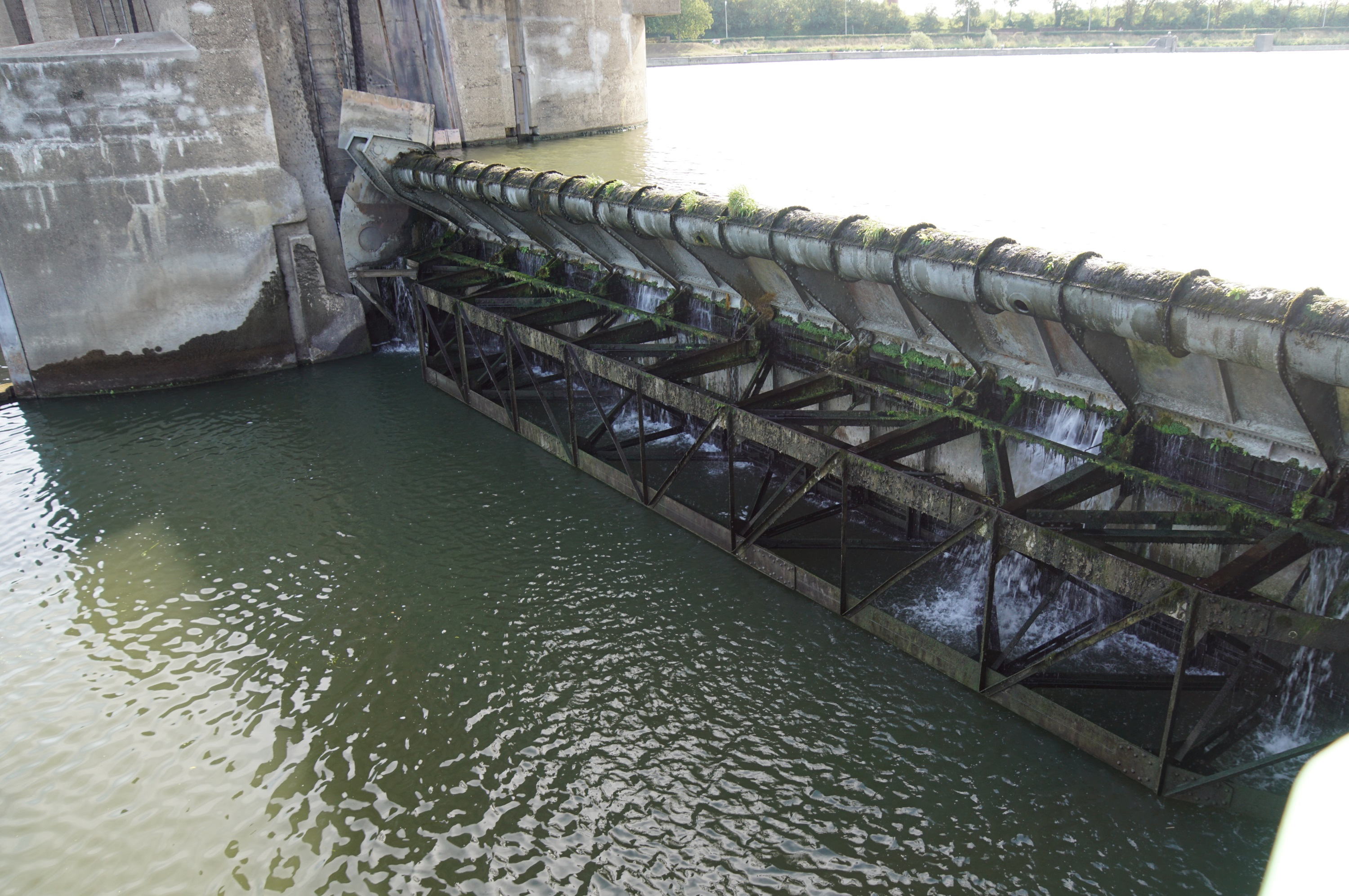
Een van de schuiven
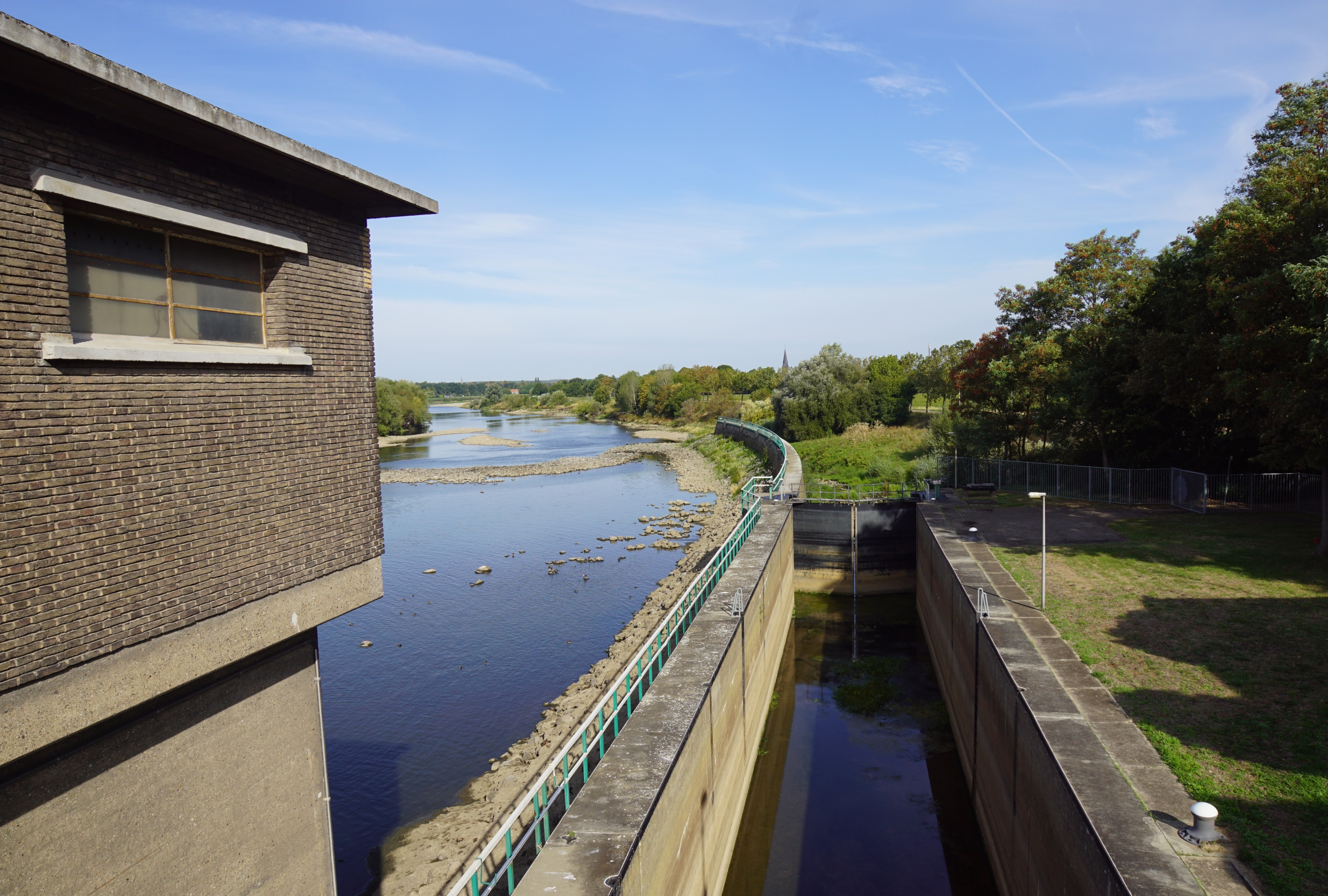
De kleine sluis bij de stuw
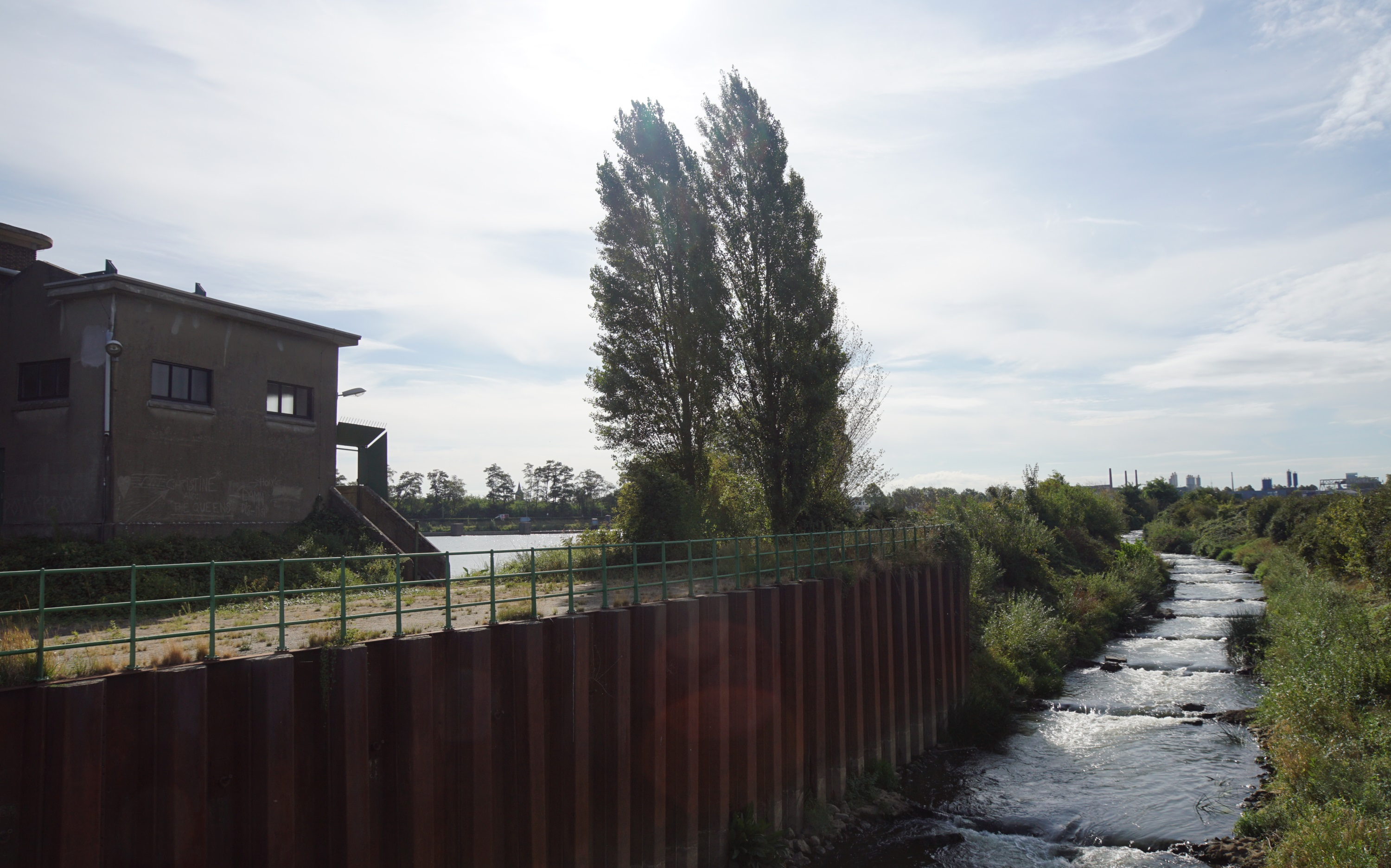
De vistrap uit 2007